# 黄脉爵床
黄脉爵床（学名：Sanchezia oblonga）为爵床科黄脉爵床属下的一種常綠灌木。原生於厄瓜多尔。中国大陆的海南、广东、云南、香港等地均有分布。。台灣於百年前引進，各處有零星栽培。。金葉木因其綠色大型葉片上明顯、特殊的金色葉脈而得名。

## 拉丁学名分歧
2013年美國農業部約翰·H·威爾斯瑪博士將「Sanchezia nobilis」劃為「Sanchezia speciosa」的異名（synonyms）；但是，2006年美國農業部相關文獻則將「Sanchezia nobilis」劃為「Sanchezia oblonga」的異名（目前維基物種、維基共享資源如此依循）

## 异名
- Ancylogyne peruviana Nees
- Sanchezia helophila Leonard & L.B.Sm.
- Sanchezia macbridei Leonard
- Sanchezia nobilis Hook.f.
- Sanchezia nobilis var. glaucophylla Lem.
- Sanchezia peruviana (Nees) Rusby

## 特徵
金葉木為極其難得兼具觀葉與觀花雙重價值之植物。株高約1.5-2.5公尺。大型單葉對生，長橢圓形，先端尖。葉上明顯的金黃色葉脈為其主要特徵。葉脈主軸近葉柄處呈紅色，枝條幼嫩時亦為紅色。花序頂生，穗狀花序。花具紅褐色苞片，金黃色管狀花冠長約5~7公分，先端5裂向外捲曲。花蕊伸出管外，花朵習於開向同一側邊。花期長，盛開於春、夏季。金葉木喜高溫，耐寒性較差，可做盆花、綠籬或是庭園樹。

## 圖示

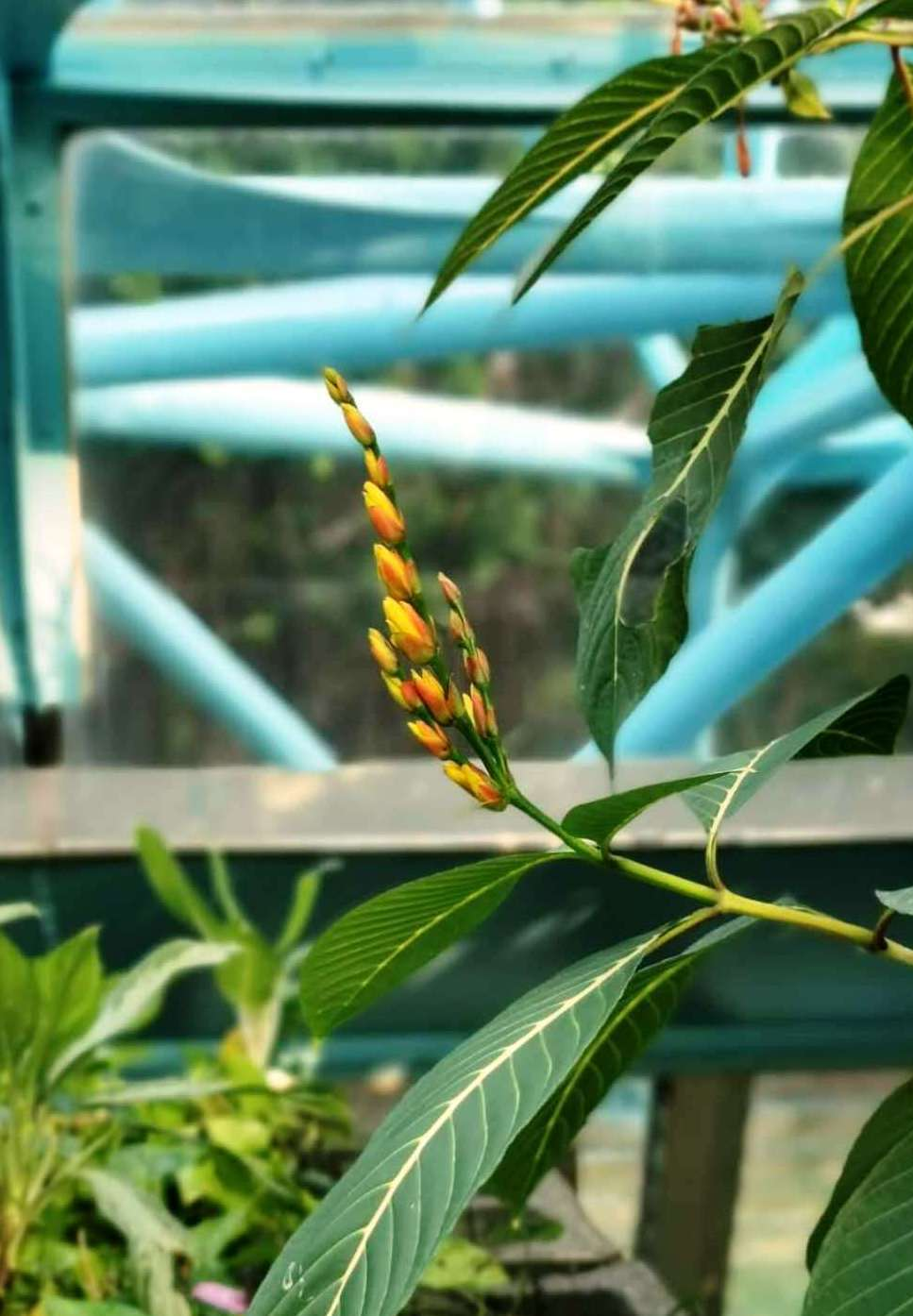
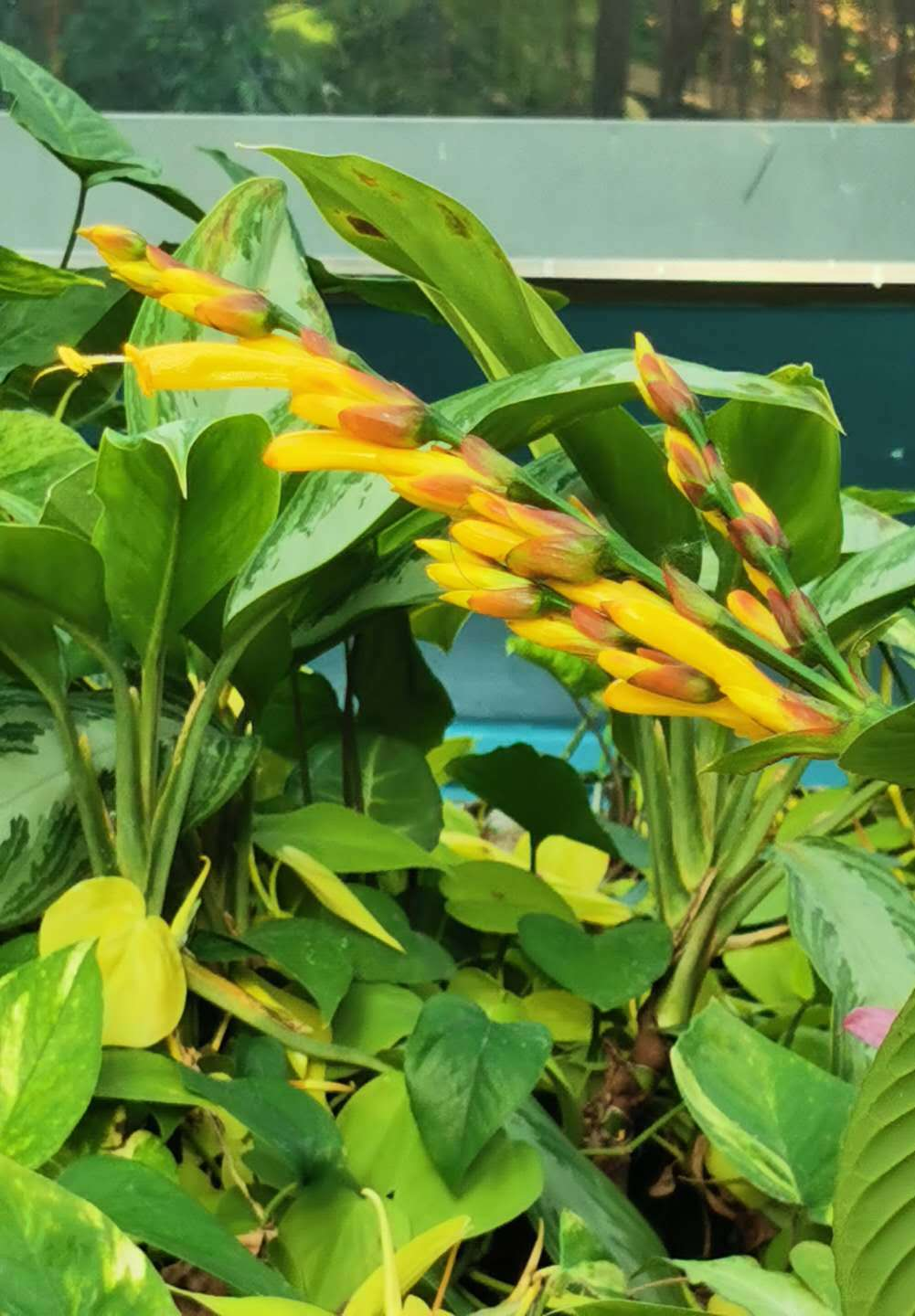
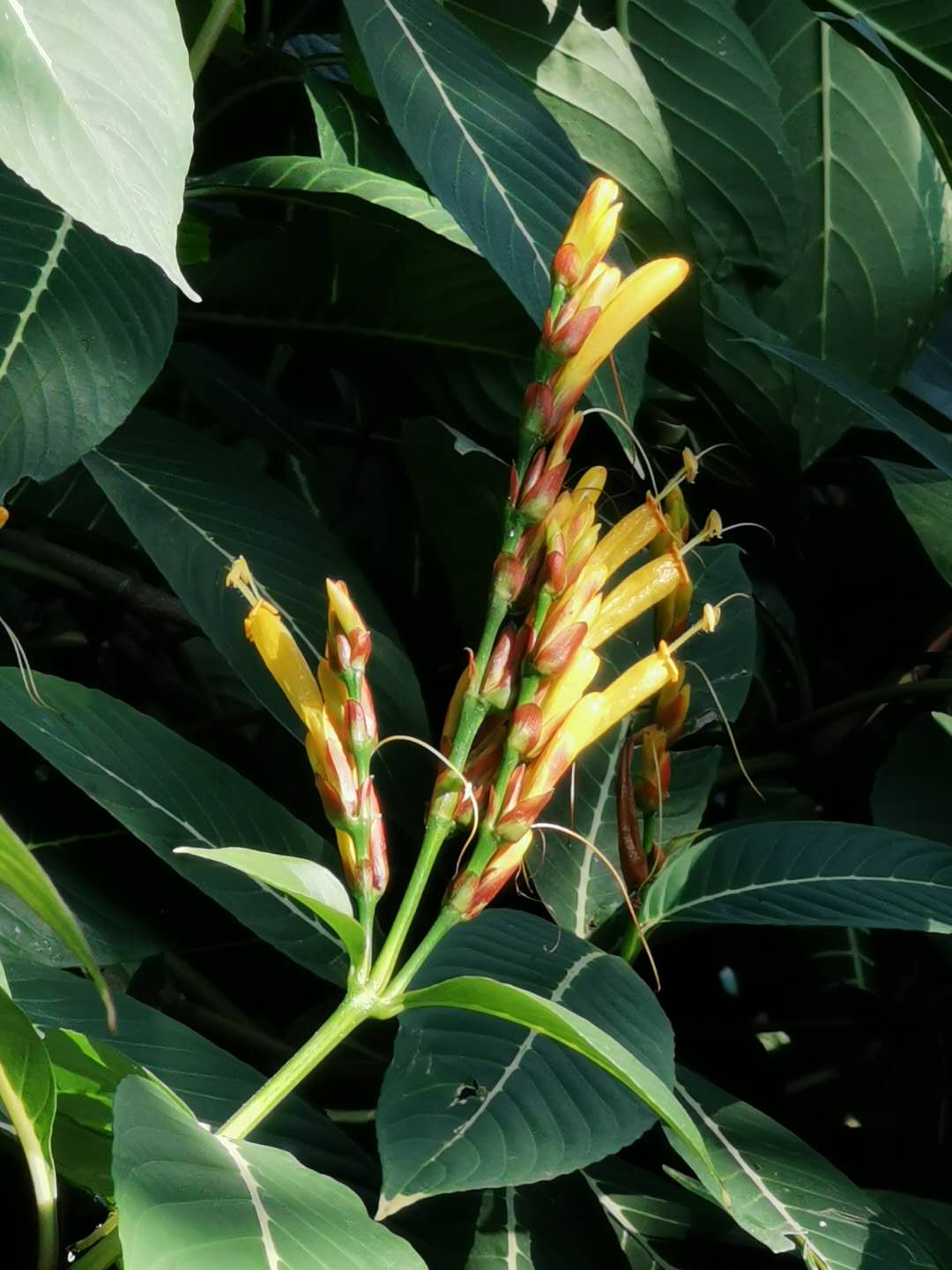
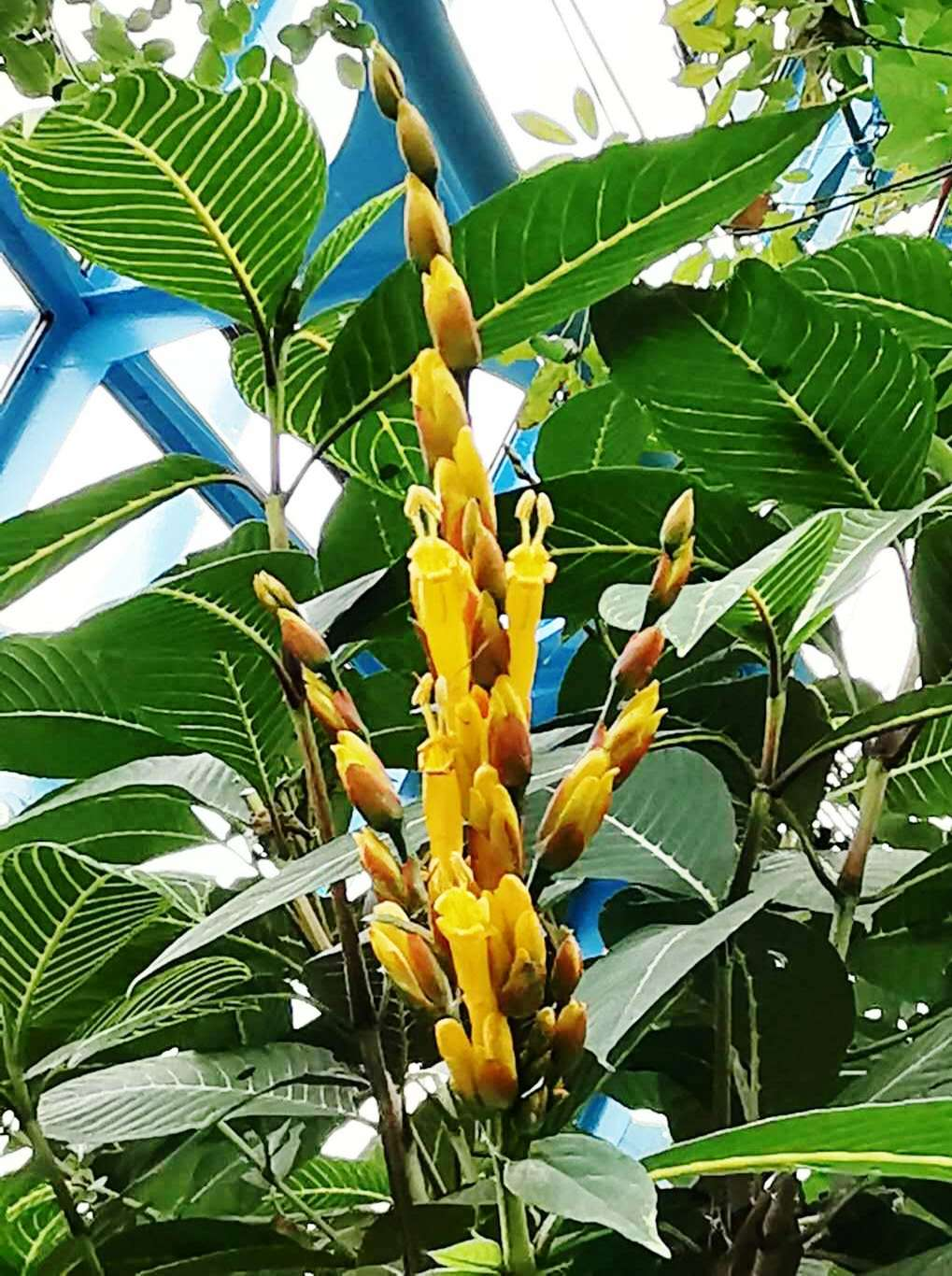
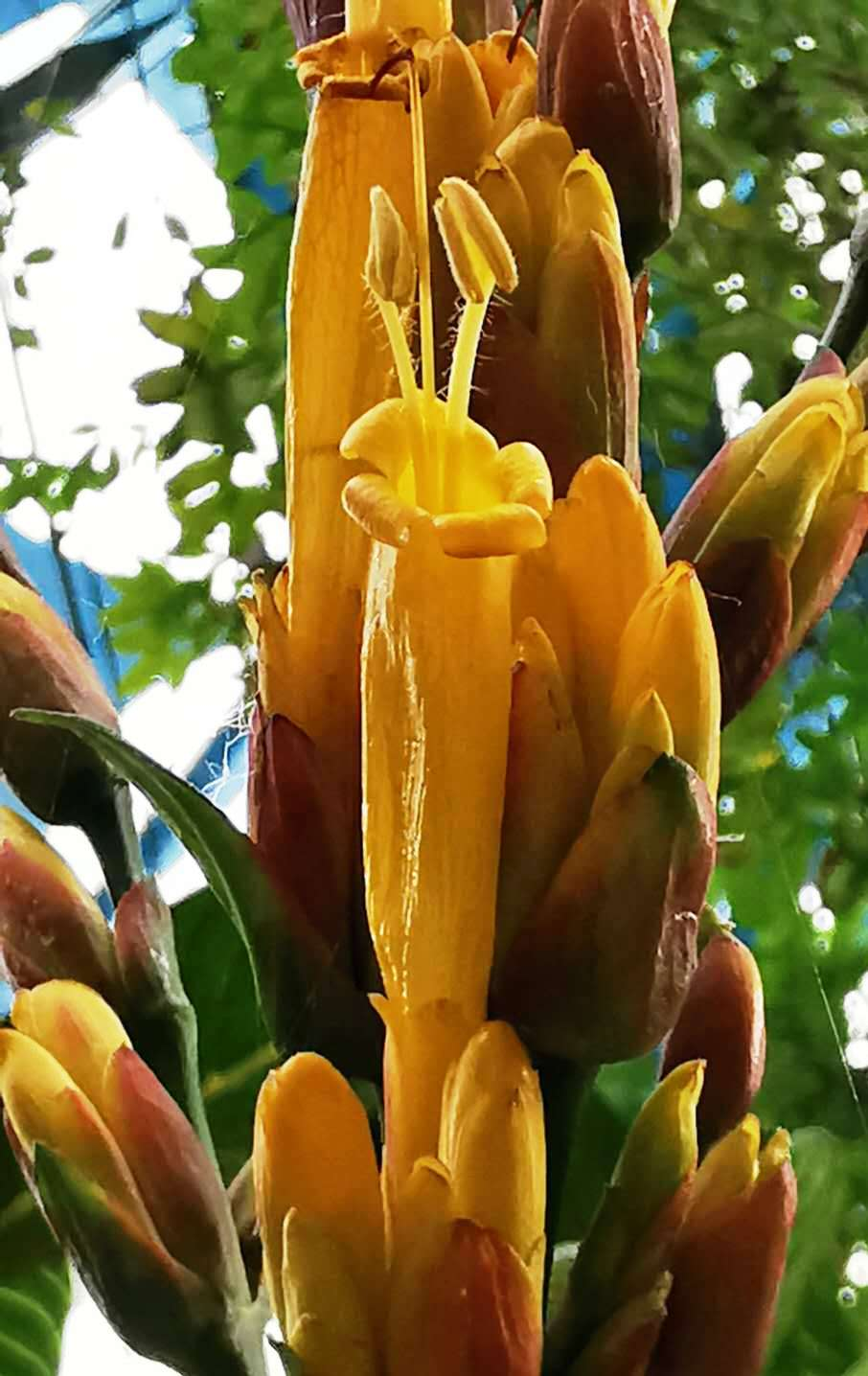
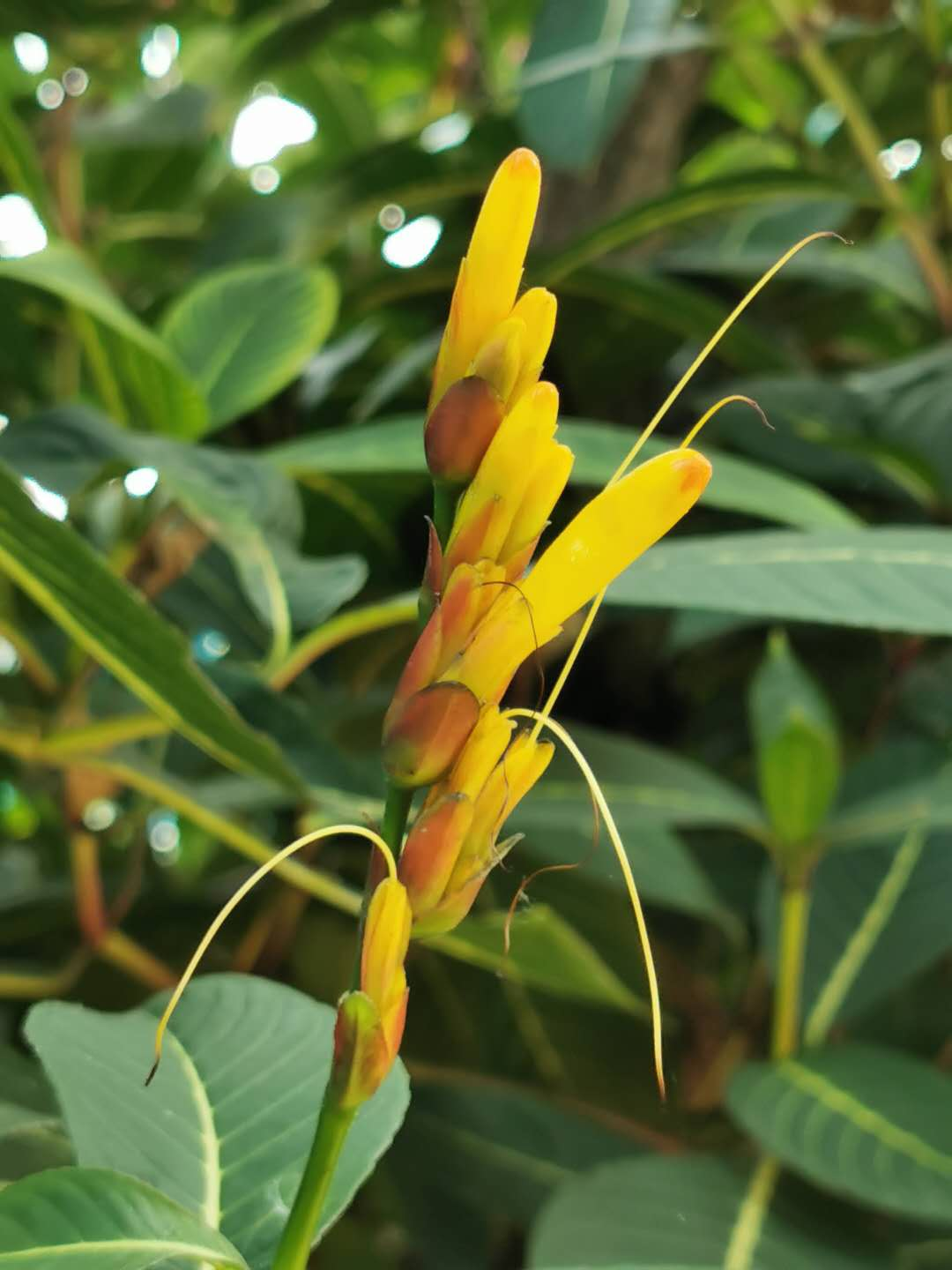
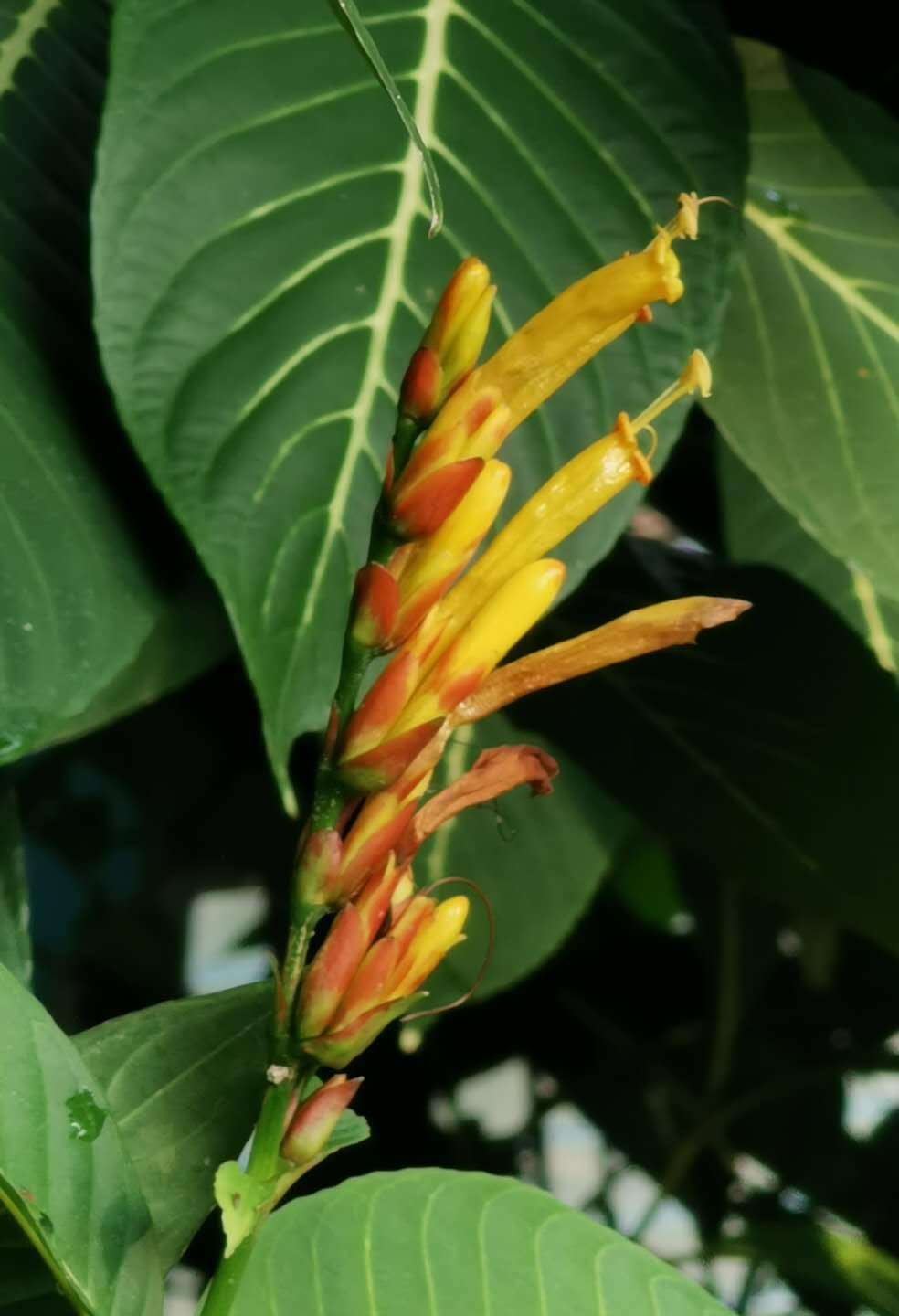
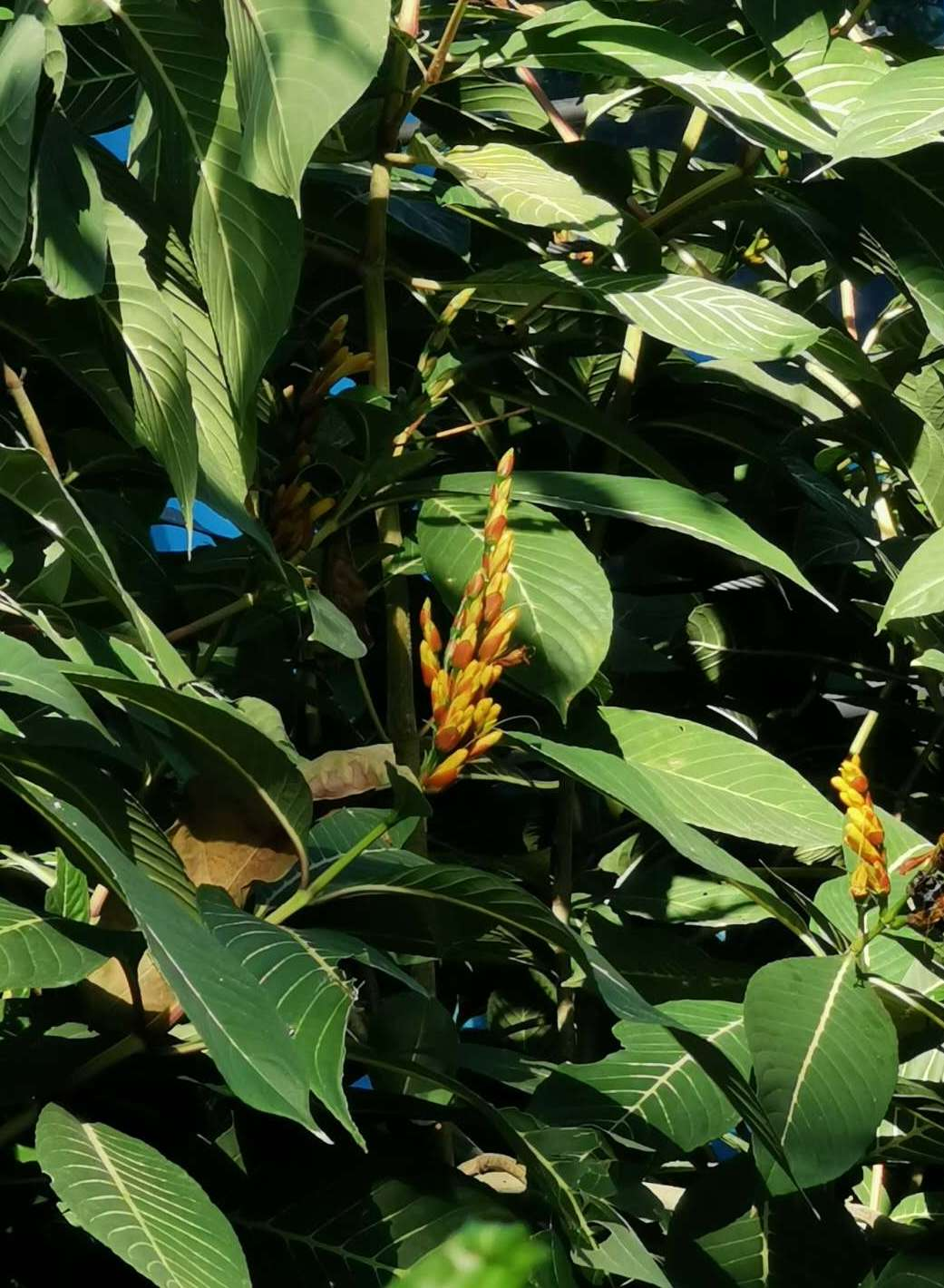
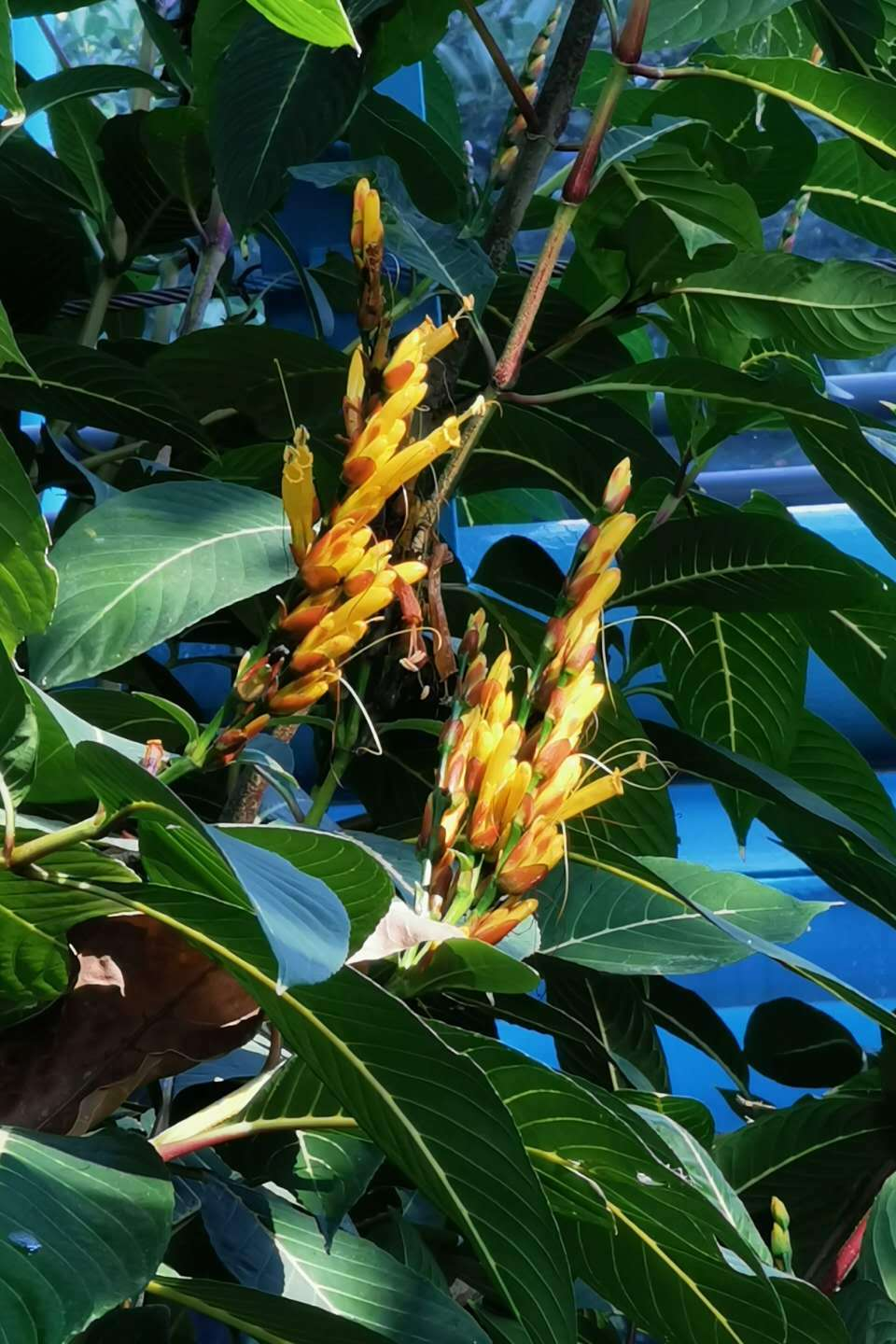
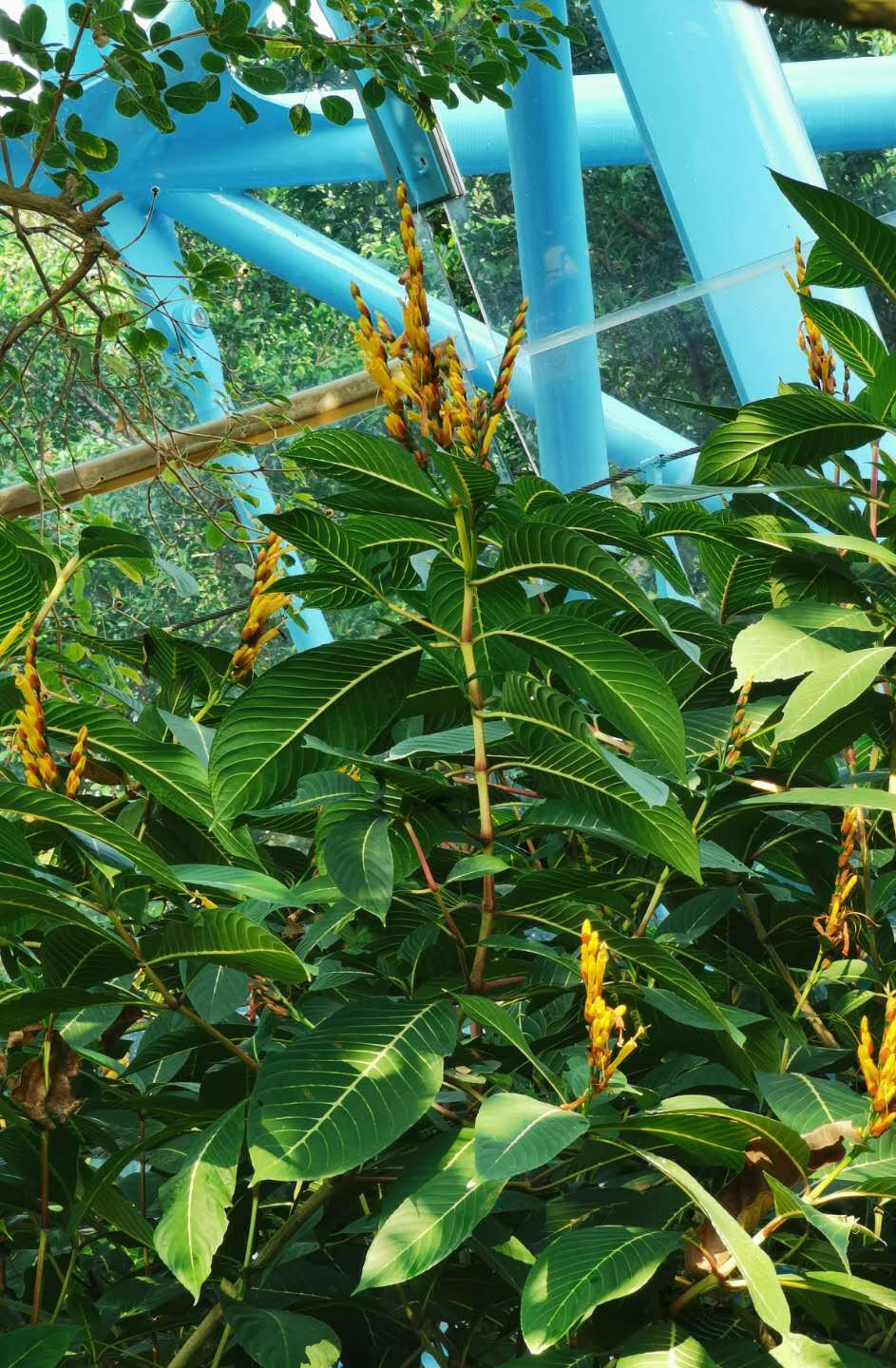